# Jekyll and Hyde
Jekyll and Hyde ist eine britische Fernsehserie, die lose auf der Erzählung Der seltsame Fall des Dr. Jekyll und Mr Hyde (1886) von Robert Louis Stevenson basiert. Die Serie, die 2015 beim britischen Sender ITV lief, ist ca. 50 Jahre nach dem Original angesiedelt und handelt von den Abenteuern von Dr. Robert Jekyll, dem Enkelsohn des Dr. Henry Jekyll aus Stevensons Novelle.
Die Serie wurde unmittelbar nach der ersten Staffel eingestellt.

## Handlung
Dr. Robert Jekyll hat gerade sein Studium abgeschlossen und freut sich über seine Tätigkeit als praktischer Arzt in der Praxis seines Adoptivvaters Dr. Najaran in Sri Lanka. Eines Tages erhält er überraschend Post aus England von dem Anwalt Maxwell Utterson in einer Erbsache. Während Robert sich auf den Weg nach England macht, sucht eine Schlägertruppe der Organisation Tenebrae um den zwielichtigen Captain Dance die Familie Najaran heim und tötet alle außer dem jugendlichen Sohn Ravi, der verletzt entkommen kann. Nichtsahnend sucht Robert in London Utterson auf, der ihm erklärt, dass sein Großvater einige Besitztümer, darunter auch ein Haus hinterlassen hat. Da Henry Jekyll der Freund seines Vaters Gabriel Utterson war, sieht sich Max verpflichtet, die Erbsache zugunsten von Robert zu regeln.
Dabei erfährt Robert erstmals den Namen seines Vaters Louis, der verschollen ist, als Robert noch klein war. Nun hofft er mehr über seine Familie herausfinden zu können. Gemeinsam mit Max und dessen Assistentin Hils macht er sich auf die Suche und stößt bald auf ein verborgenes Laboratorium – und auf Menschen, die von dem seltsamen Fall seines Großvaters und dessen „Freund“ Edward Hyde wissen. Außerdem lernt er mit Lily Clark und Isabella Charming zwei Frauen kennen, die ihn auf ganz verschiedene Art faszinieren.
Gefahr droht von der Organisation Tenebrae, der jedes Mittel recht ist, um Robert und das geheime Wissen der Jekylls in die Hände zu bekommen. Der Geheimdienst MI0 wiederum kämpft gegen Monster und übernatürliche Phänomene jeglicher Art.

## Charaktere und Besetzung
| Charakter                | Darsteller       | Erläuterung                                                                                                |
| ------------------------ | ---------------- | --- |
| Dr. Robert Jekyll        | Tom Bateman      | Arzt, Sohn von Louis und Enkel von Henry Jekyll                                                            |
| Sir Roger Bulstrode      | Richard E. Grant | Leiter des britischen Geheimdienstes MI0                                                                   |
| Captain Dance            | Enzo Clienti     | Führungsoffizier der Organisation Tenebrae                                                                 |
| Lily Clark (Carew)       | Stephanie Hyam   | Offiziell Studentin in Cambridge, tatsächlich MIO-Agentin und Enkelin von Sir Danvers Carew                |
| Isabella Charming        | Natalie Gumede   | Besitzerin des Nachtklubs „Empire“                                                                         |
| Maxwell „Max“ Utterson   | Christian McKay  | Jurist, Sohn von Gabriel Utterson, dem besten Freund von Henry Jekyll                                      |
| Hilary „Hils“ Barnstaple | Ruby Bentall     | Uttersons Assistentin                                                                                      |
| Ravi Najaran             | Michael Karim    | Roberts Stiefbruder                                                                                        |
| Garson                   | Donald Sumpter   | Mitarbeiter im Empire-Club, in jungen Jahren Dr. Jekylls Laborassistent                                    |
| Fedora                   | Natasha O’Keeffe | Assistentin und Geliebte von Captain Dance bei Tenebrae                                                    |
| Silas Parnell „Cyclops“  | Tony Way         | Mann fürs Grobe bei Tenebrae, statt seines verlorenen Auges trägt er eine magische Kröte in der Augenhöhle |
| Mr Sackler               | Tom Rhys-Harries | jüngster Neuzugang beim MI0, begabter Scharfschütze                                                        |
| Mr. Wax                  | Oliver Gilbert   | Gestaltwandler und Agent beim MIO                                                                          |
| Mr. Hannigan             | Phil McKee       | Mann fürs Grobe beim MI0                                                                                   |
| Mr. Brannigan            | Amit Shah        | Wissenschaftler und Analyst beim MI0                                                                       |
| Maggie Hope              | Sinéad Cusac     | Geliebte von Henry Jekyll und damit Großmutter von Robert und Olalla                                       |
| Olalla Jekyll/Hyde       | Wallis Day       | Zwillingsschwester von Robert                                                                              |

## Episoden
| Nr. | Titel                   | Erstausstrahlung  |
| --- | ----------------------- | ----------------- |
| 1   | The Harbinger           | 25. Oktober 2015  |
| 2   | Mr. Hyde                | 1. November 2015  |
| 3   | The Cutter              | 8. November 2015  |
| 4   | The Calyx               | 22. November 2015 |
| 5   | Black Dog               | 29. November 2015 |
| 6   | Spring-Heeled Jack      | 6. Dezember 2015  |
| 7   | The Reaper              | 13. Dezember 2015 |
| 8   | Moroi                   | 23. Dezember 2015 |
| 9   | The Incubus             | 27. Dezember 2015 |
| 10  | The Heart of Lord Trash | 27. Dezember 2015 |

## Einstellung
Aufgrund von unzureichenden Einschaltquoten und unliebsamer Vergleiche mit der Serie Doktor Who wurde die Serie nach einer Staffel eingestellt. Zudem gab es bereits nach den ersten Folgen zahlreiche Beschwerden gegen den Sender aufgrund der teils exzessiven Gewaltszenen in einer Serie, die am früheren Abend ausgestrahlt wurde. Die Serienmacher hatten bereits die zweite Staffel konzipiert (Staffel 1 endet mit einem Cliffhanger), konnten diese aber nicht mehr produzieren.